# Mac OS X Server 1.0
Mac OS X Server 1.0 — операционная система, разработанная компанией Apple Inc., выпущенная 16 марта 1999 года. Это была первая версия Mac OS X Server.
Mac OS X Server 1.0 стал первым коммерческим продуктом Apple, основанным на "Rhapsody", потенциальной замене классической Mac OS, созданной на основе архитектуры NeXTSTEP (приобретенной Apple в 1997 году) и ядра Mach, аналогичного BSD. Операционная система могла запускать приложения, написанные с использованием API "Yellow Box", и включала такие компоненты, как NetBoot, QuickTime Streaming Server и среду "Blue Box", которая позволяла запускать сеансы Mac OS 8.5 как отдельные процессы для работы с устаревшим программным обеспечением Mac OS.
Mac OS X Server 1.0 была предшественницей первой потребительской версии ОС — Mac OS X 10.0, выпущенной в 2001 году. В этой версии не был представлен окончательный пользовательский интерфейс Aqua; вместо этого использовалась оболочка Workspace Manager от NeXTSTEP, смешанная с аспектами интерфейса «Platinum» от Mac OS 8, и отсутствовал API Carbon.

## Функции
Mac OS X Server 1.0 сочетает в себе функции из классической Mac OS, NeXTSTEP и Mac OS X. Как и в классической Mac OS, здесь имеется одна строка меню в верхней части экрана, но управление файлами осуществляется через Workspace Manager из NeXTSTEP, а не Finder классической Mac OS. Пользовательский интерфейс использует сервер окон на основе Display PostScript из NeXTSTEP, вместо WindowServer на основе Quartz, который появится позже в Mac OS X Public Beta. В отличие от любых версий Classic Mac OS, окна с несохраненным содержимым отображают черную точку на кнопке закрытия окна, как это было в NeXTSTEP. Dock и внешний вид Aqua были добавлены позже в Mac OS X.
API Carbon, представляющий собой подмножество «классических» вызовов API Mac OS, отсутствовал. Это означало, что единственные собственные приложения для OS X Server 1.0 были написаны для API "Yellow Box", который впоследствии стал известен как "Cocoa". Кроме того, поддержка FireWire от Apple отсутствовала.
Server 1.0 также включает первую версию сервера NetBoot, который позволяет компьютерам загружаться с образа диска по локальной сети. Это было особенно полезно в школах и других общественных местах, поскольку позволяло загружать машины с одной копии ОС, хранящейся на Server 1.0. Это затрудняло пользователям возможность повредить ОС путем установки программного обеспечения — после выхода из системы машина перезагружалась с новой ОС с сервера NetBoot.
Для запуска классических приложений Mac OS, Mac OS X Server 1.0 включает "Blue Box", которая по сути запускала копию Mac OS 8.5.1 (можно было обновить до Mac OS 8.6 в версии 1.2 и более поздних) в отдельном процессе как слой эмуляции. Blue Box в конечном итоге был переименован в "Classic Environment" в Mac OS X, включая последнюю версию Mac OS 9.

## Восприятие
Хотя Mac OS X Server 1.0 позиционировалась как значительный шаг вперед по сравнению с AppleShare IP, ее цена в 499 долларов и отсутствие поддержки FireWire от Apple делали ее несовместимой с такими продуктами, как SANcube от MicroNet, линейкой внешних высокоскоростных систем хранения данных большой емкости. Покупатели OS X Server 1.0 (которые часто приобретали новые Mac для его запуска) и SANcube были вынуждены вернуться к AppleShare IP. OS X Server 1.0 быстро потеряла актуальность в пользу Mac OS X 10.0, без скидок для тех, кто купил ее и хотел перейти на OS X Server 10.0. В результате некоторые считали выпуск преждевременным и даже обманным.

## История версий
| Версии                 | Кодовые названия | Даты выхода     | Uname        | Версии Darwin |
| ---------------------- | ---------------- | --------------- | ------------ | ------------- |
| Mac OS X Server 1.0    | Hera1O9          | 16 марта 1999   | Rhapsody 5.3 | 0.1           |
| Mac OS X Server 1.0.1  | Hera1O9          | 15 апреля 1999  | Rhapsody 5.4 | 0.2           |
| Mac OS X Server 1.0.2  | Hera1O9+Loki2G1  | 29 июля 1999    | Rhapsody 5.5 | 0.3           |
| Mac OS X Server 1.2    | Pele1Q10         | 14 января 2000  | Rhapsody 5.6 | 0.3           |
| Mac OS X Server 1.2 v3 | Medusa1E3        | 27 октября 2000 | Rhapsody 5.6 | 0.3           |